# Александра Милутиновић
Александра Сара Милутиновић (Београд, 25. новембар 1980) је српска композиторка и текстописац која је радила песме за велики број музичара и певача, пре свега поп музике. Чести сарадник у песмама јој је Леонтина Вукомановић. Њена сестра Данијела је класична музичарка која свира виолончело.

## Песме које је насписала Александра
Александра је компоновала музику и писала текстове за већину поп извођача, а највише хитова написала је Александри Радовић, Гоци Тржан и Ивани Селаков.
- Чујем да за мене питаш, Ни на небу ни на земљи, Ако је бог дозволио, Вештица, Желим да се променим, По моме срцу ходај, Света водица, Из почетка из ината, Где после нас, Љубав ти и ја  - Гоца Тржан
- Моје одбране, Ако је до мене, Агонија, Срце губитник, Туга ко и свака друга, Месец дана, Град град, Болујем годинама, Нема плана, Омакло ми се, С.О.С., Године и лажи, Добродошао међу бивше, Има нешто - Ивана Селаков
- Ако никада, Као со у мору, Ниси мој, Јесам те пустила, Не верујем да ме не волиш, Можда је боље без мене, Нема љубави ту, Карта за југ, Далеко од очију, Отпиши све бивше, Да те не волим бар, Не реци ми, Где је ту љубав, Москва, Царство туге, Анулиран, Ако погазиш лаж, Не хвала, Где ћеш ову ноћ, Љубави моја, Предворје живота, Прошло ме је - Александра Радовић
- Сама сам, Сунце мога неба - Маг
- Промашена - Анастасија Ражнатовић
- Не дам те - Слађа Алегро
- Храм - Дамир Кеџо
- Животе душе моје - Џенан Лончаревић
- Заувек - Лена Ковачевић
- Зора - Ивана Јордан
- Тражим, Безусловно. Чудо, Ширина, Умем, Чујемо се некад - Тијана Богићевић
- Забрани ми - Илда Шаулић
- Маховина, Заувек - Сара Јо
- Доживотно. Срца се погреше - Елена Ристеска
- Волети тебе - Данијела Карић и Иван Милеуснић
- Чија си ружо - Момчило Грујичић
- Мобиклик - ДнД
- Их либе дих - Фрајле
- С места се помери - Јована Николић
- Бал - Невена Божовић
- Нема страшно - бугарска певачица Кали
- Слушкиња, Жетон - Наташа Беквалац
- Воли ме. Хиљаду лица, Алармантно - Марина Висковић
- Руке горе, Ништавило, Лудница - Беца Фантастик
- Нема назад. Авет - Милица Тодоровић
- Изгуби срце - Коктел бенд
- До твојих осмеха - Милан Рађан
- Љубав од барута, Безимени - Риалда Карахасановић
- Навучен на твоје усне, Венама - Лексингтон бенд
- Исти се проналазе, Заувек - Борис Режак
- Дишеш из мене, Да ти се дланови заледе - Мари Мари
- Преко свега, Улазиш у крв - Данијела Вранић
- Причај ми - Соња Коцић
- Проклета била, Љубав нема ништа с тим - Сергеј Ћетковић
- Скини руке с мог врата, Не заборави, Лоло - Емина Јаховић
- Лоше ти стоји, 1200 миља - Тоше Проески
- Лоша процена - Дарко Радовановић
- Јутро, Име моје, Живот у коферима, Човек мој, Радио свира за нас - Јелена Томашевић
- 10 лета - Данијел Кајмакоски
- Око поноћи - Армин Музаферија
- Љубавна - Тања Бањанин
- Бол, Оловни војник - Никола Роквић
- Милиметар твоје коже - Инспирација бенд и Милена Ћеранић
- Памук - Здравко Чолић
- Мило за драго, Понело ме - Жељко Јоксимовић
- Остави ме - Саша Ковачевић
- Да ли си то ти - Ана Кокић
- Можда ти сад недостајем - Оги Радивојевић
- Иди с њим, Као кише кап - Жак Хоудек
- Све могу ја - Регина
- Зар мало то је, Лаку ноћ, Као у сну - Тони Цетински
- Далеко си - Аца Лукас
- Да се опет теби вратим, На зиду плача - Нина Бадрић
- Боља си од других - Бојан Маровић
- На откуцај, Ако ме волиш - Вана
- Похвали ме - Александра Перовић
- Један добар разлог, Истину прећути, Чувам се - Марија Шерифовић